# ایوان جانسون (بسکتبال)
ایوان جانسون (انگلیسی: Ivan Johnson؛ زادهٔ ۱۰ آوریل ۱۹۸۴) بازیکن بسکتبال اهل ایالات متحده آمریکا است. از باشگاه‌هایی که در آن بازی کرده‌است می‌توان به آتلانتا هاوکس و چینگدائو دابل استار اشاره کرد.